# دفنة جيزوية
دفنة جيزوية (الاسم العلمي:Daphne jezoensis) هي نوع من النباتات تتبع جنس الدفنة من الفصيلة المثنانية.